# Parque Comercial O Vao
El Parque Comercial O Vao es un parque comercial situado en la ciudad española de Pontevedra, en Galicia. 

## Ubicación
El parque comercial se ubica en la entrada norte de la ciudad de Pontevedra en la parroquia de Campañó, muy cerca del parque de la Xunqueira de Alba y del peaje y de la salida 129 Pontevedra Norte de la Autopista del Atlántico, de la que está separado por un gran muro de piedra.
Está situado entre la carretera PO-531 y la Autopista del Atlántico. Tiene dos accesos por la PO-531: uno por la glorieta de O Vao al sur y otro a la altura del núcleo de O Riveiro, en el extremo opuesto, al norte.

## Historia
Después de 21 años de tramitación urbanística del proyecto, por pertenecer los terrenos al ámbito marítimo terrestre y estar afectados por el dominio de Costas y el plan de ordenación del litoral, las obras para el nuevo parque comercial de O Vao se iniciaron en el mes de junio de 2023.
En principio se preveía que las obras del parque comercial O Vao finalizasen en diciembre de 2024, aunque finalmente será inaugurado en el segundo semestre de 2025.

## Descripción
Este parque comercial cuenta con una superficie de más 36 000 m² con una superficie comercial de 12 500 m². Dispone de 6 establecimientos, entre los que se encuentran tiendas de deportes, bricolaje, muebles y hogar, alimentación, artículos para mascotas y mantenimiento y equipamiento del automóvil.
Estos establecimientos comerciales están distribuidos en dos plantas. El parque comercial cuenta también con 874 plazas de estacionamiento gratuito, dividas en dos aparcamientos: uno de 462 plazas exterior, y otro de 412 plazas en la parte superior de la nave central, al lado del hipermercado Eroski.

## Tiendas

### Animales y mascotas
- Kiwoko[1][8]

### Bricolaje
- Leroy Merlin[1]

### Equipamiento y material deportivo
- Decathlon[1]

### Hogar, decoración y mobiliario
- Jysk[1]

### Supermercado
- Eroski[1]

### Mantenimiento y equipamiento del automóvil
- Norauto[1]

### Restauración
- McDonald's. En enero de 2022 McDonald's mostró su interés por abrir un restaurante en el parque comercial.[9]